# دیوید مندل
دیوید مندل (انگلیسی: David Mandel) کارگردان فیلم، تهیه‌کننده تلویزیونی و فیلم‌نامه‌نویس اهل ایالات متحده آمریکا است.
از فیلم‌ها یا مجموعه‌های تلویزیونی که وی در آن‌ها نقش داشته است می‌توان به معاون رئیس‌جمهور، ساینفلد، زیاد ذوق‌زده نشو، پخش زنده شنبه شب و سفر به اروپا اشاره نمود.